# Giacomo Puccini
Giacomo Antonio Domenico Michele Secondo Maria Puccini (22 tháng 12 năm 1858 - 29 tháng 11 năm 1924) là một nhà soạn nhạc vĩ đại người Ý. Ông là nhà soạn nhạc chuyên soạn opera.Các tác phẩm opera của ông như La Bohème, Tosca hay Madama Butterfly và đặc biệt là Turandot là trong những nhạc phẩm âm nhạc cổ điển được biểu diễn thường xuyên nhất trong danh mục thể loại opera tiêu chuẩn. Một vài tác phẩm aria của ông như "O Mio Babbino Caro" trong Gianni Schicchi, "Che gelida manina" trong La Bohème và "Nessun Dorma" trong Turandot đã trở thành một phần của văn hóa hiện đại.
Ông có tổng cộng 12 vở opera và điều đặc biệt là tên 7 trong số 12 vở opera của ông được đặt theo tên các nhân vật nữ.

## Cuộc đời và sự nghiệp[1]

### Xuất thân và thời thơ ấu

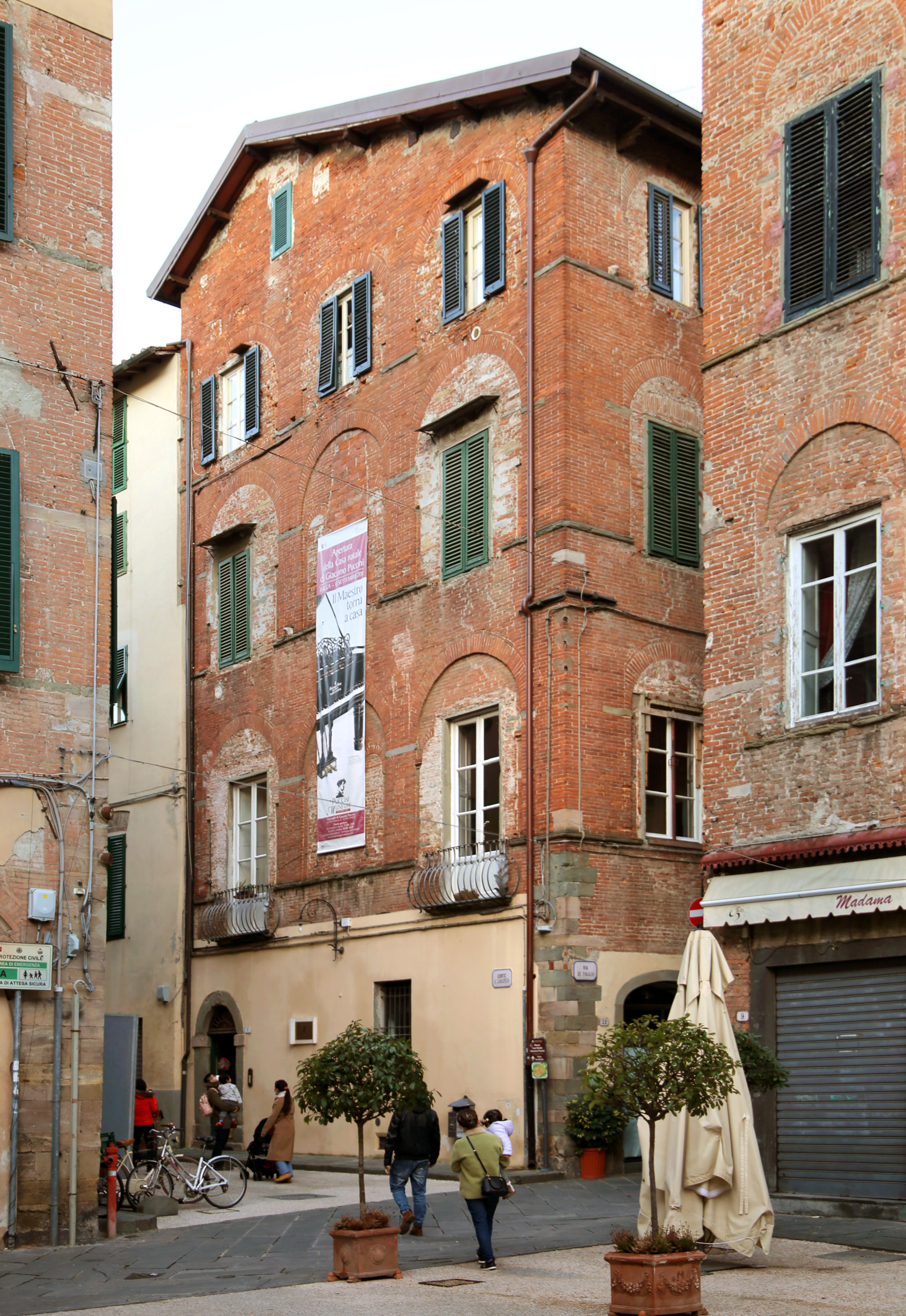
Ngôi nhà nơi Puccini sinh ra

Giacomo Puccini sinh ra thành phố Lucca của nước Ý. Ông có một người anh trai tên là Michele Puccini. Cả hai anh em họ thuộc vào thế hệ thứ năm của dòng họ Puccini vốn là một dòng họ nổi tiếng có nhiều nhạc sĩ chuyên nghiệp. Các thế hệ trước hai anh em đều là những người chơi organ và sáng tác âm nhạc cho Nhà thờ San Martino của thành Lucca.
Bởi người cha qua đời khi mới 6 tuổi, cậu bé Giacomo Puccini đã phải đảm đương chức nhạc trưởng hợp xướng và đội chơi organ của nhà thờ mà gia đình ông đã gắn bó bao lâu nay. Các thành viên của dòng họ Puccini đã kỳ vọng rằng cậu bé Giacomo sẽ tiếp nối truyền thống của gia đình. 

### Thời thanh niên
Tuy nhiên, vào cái đêm định mệnh năm 1876, Giacomo Puccini đã có một chuyến đi bộ táo bạo với một người bạn. Chuyến đi dài 13 dặm có điểm đến là thành phố Pisa. Hai người bạn cùng ngồi xem buổi trình diễn vở opera trứ danh Aida của nhà soạn nhạc vĩ đại Giuseppe Verdi. Và Buổi trình diễn đó đã đưa đến cho Puccini một con đường mới lạ, một con đường mà không ai trong dòng họ của ông từng điː opera.
Năm 1880, Puccini hoàn thành khóa học tại Nhạc viện Pacini ở Lucca. Cùng lúc đó, ông hoàn thành tác phẩm Messa di Gloria. Có thể nói đây là một tác phẩm quan trọng đối với đời thanh niên của Puccini, bởi không chỉ nhận được sự trợ giúp của ông bác, Puccini còn nhận được học bổng của Nữ hoàng Margherita. Thêm một may mắn cho chàng Puccini trẻ tuổi là ông được nhận vào Nhạc viện Milan và Nhà hát Teatro alla Scala. Nhà hát Teatro alla Scala là một môi trường lý tưởng cho những tài năng trẻ tuổi. Ngoài ra, trong các năm 1880-1883, ông theo học Nhạc viện nhạc viện Reale dưới sự hướng dẫn của Bazzani và Amilcare Ponchielli. Tại đây, ông thành công với tác phẩm Capriccio sinfonico.

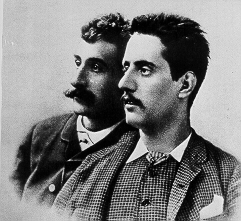
Puccini (phải) và Fontana

Khi nhà sản xuất nhạc Edoardo Sonzogno tổ chức một cuộc thi cho các vở opera 1 màn, Ponchielli đã khuyến khích người học trò xuất sắc của mình tham gia. Và cũng chính nhà soạn nhạc đã giới thiệu Puccini tới một nhà báo kiêm người viết lời cho các vở opera Ferninando Fontana. Fontana đã gợi ý chủ đề cho tác phẩm Le Villi. Tác phẩm này được tham gia vào cuộc thi. Rất tiếc cho Puccini là khi công bố kết quả vào năm 1884, ông không phải là người thắng cuộc.
Tuy nhiên, vào một dịp, ông được trình diễn các trích đoạn opera với piano được dùng để đệm nhạc. Buổi biểu diễn thành công và ông được đánh giá cao. Cũng nhờ dịp ấy, Le Villi có buổi trình diễn đầu tiên tại nhà hát Teatro dal Verme và thành công lớn. Thành công của nó đã giúp cho Puccini có thêm một người bạn mớiː nhà sản xuất âm nhạc hàng đầu Milan Giulio Ricordi. Tình bạn đến là bởi Ricordi là người quyết định mua bản quyền của Le Villi. Không chỉ vậy, Ricordi còn là người ảnh hưởng đến việc phát triển và hoàn thiện tác phẩm này.
Tiếp theo vở opera trên, chúng ta có thể đề cập đến Edgar. Chúng ta đề cập đến nó không phải vì nó là một thành công lớn nữa của Puccini mà bởi nó là thất bại lớn đầu tiên trong sự nghiệp sáng tác của Puccini. Sở dĩ vấn đề xảy ra như vậy là vì chủ đề của tác phẩm không hề phù hợp với một con người như Puccini. Puccini cố gắng chỉnh sửa tác phẩm, nhưng vẫn không có gì thay đổi đáng kể. Thất bại trong sự nghiệp lại đến gần như cùng lúc với thất bại trong tình cảm. Puccini có quen một người phụ nữ tên là Elvira Gemignani, nhưng bà này đã kết hôn với một thương gia và đã có một người con trai. Thời đó, việc tuân thủ nghiêm ngặt các nguyên tắc của Công giáo đã khiến người phụ nữ không có cơ hội để ly hôn. Chỉ sau khi vị thương gia kia qua đời vào năm 1904, Puccini mới cưới bà Elvira trong một nghi lễ chính thức của nhà thờ.
Tiếp tục sau thất bại thảm hại của Edgar. Puccini bắt tay với 5 người (đều là những người viết lời cho opera) để hoàn thành tác phẩm Manon Lescaut. Và nó đã đem lại cho ông thành công, giúp ông nổi tiếng ở bên ngoài nước Ý. Trong thời gian hoàn thành tác phẩm này, Puccini mua một căn nhà ở Torre del Lago, gần hồ Massaciùccoli vào năm 1891. Ở đây, ông có sở thích đi săn chim và cũng ở đây, ông cho ra đời nhiều vở opera, trừ một vở opera danh tiếng Turandot.

### Khi trưởng thành
Tác phẩm tiếp theo có thể được nhắc đến của Puccini là vở La Bohème. Nó được trình diễn vào ngày 1 tháng 2 năm 1896. Nó đã không gây ân tượng gì đối với các nhà phê bình âm nhạc khi ấy, những người vốn kỳ vọng vào một tác phẩm mang tính chất lãng mạn của nhà soạn nhạc lừng danh. 

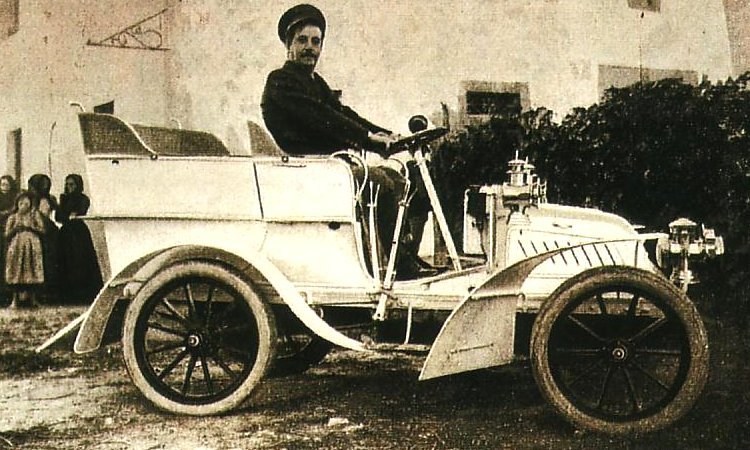
Puccini trên một chiếc xe Dion-Bouton, 1902

Tác phẩm tiếp theo cũng gặp trắc trở trong lần đầu công diễn là Madama Butterfly. Tuy chủ đề của tác phẩm là sở trường của Puccini, buổi trình diễn đầu tiên của nó tại nhà hát La Scala lại là một thất bại nữa của ông. Ông đã phải chỉnh sửa khá nhiều, và vào buổi trình diễn tháng 5 năm 1904, tác phẩm đã đem lại thành công.

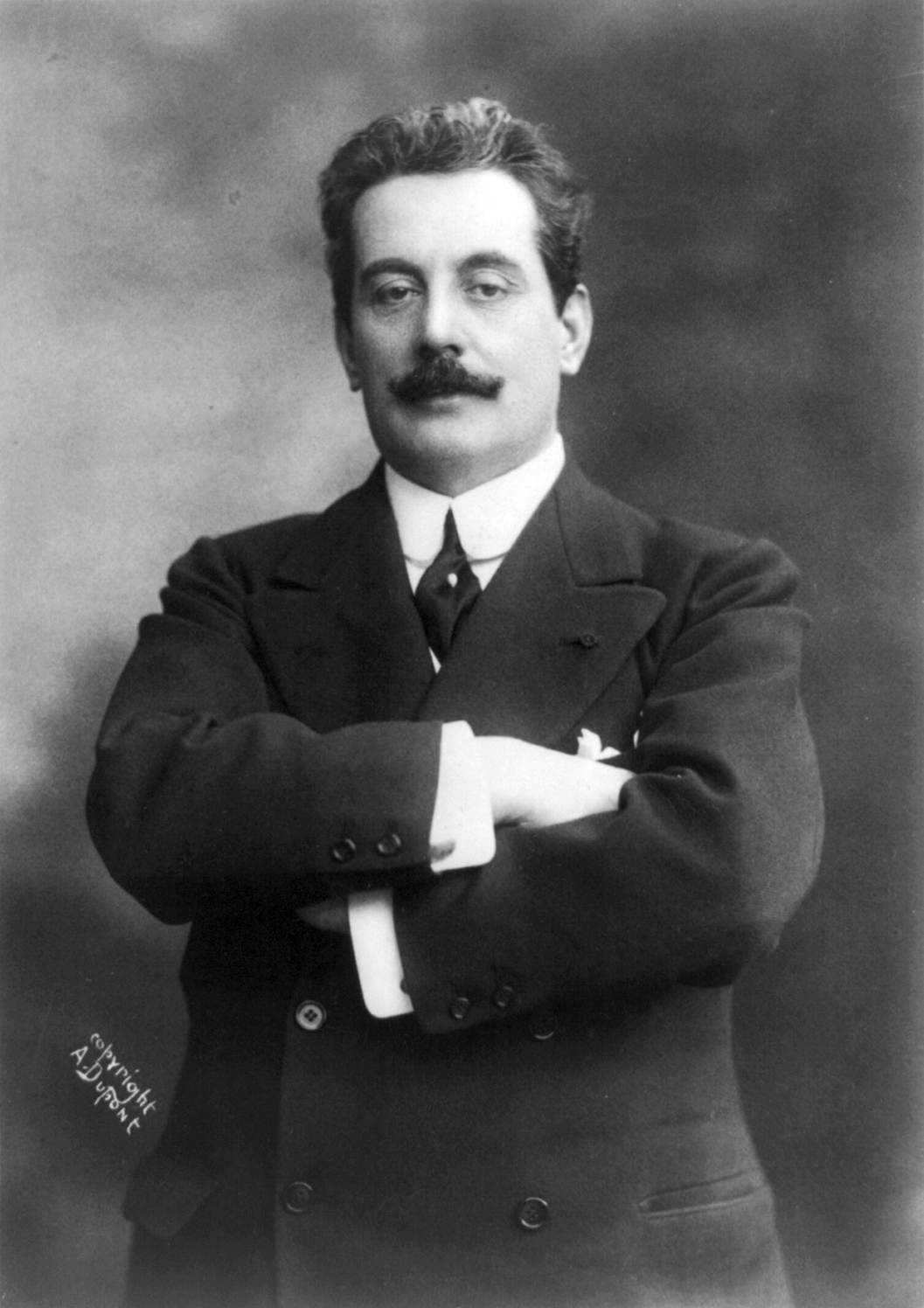
Puccini năm 1908

Tháng 1 năm 1909, một sự kiện đau lòng đã đến với ông. Cô hầu nhà ông bị vợ ông kết luận là tình nhân của chồng mình và đã tự sát. Sự kiện nảy đã ảnh hưởng đến một con người vốn rất nhạy cảm như Puccini. Điều đó có thể thấy trong sáng tác của ông. Không còn cảm thấy hứng thú với các tác phẩm mang tính chất lãng mạn, Puccini đã chuyển hướng pha trộn giữa chủ nghĩa hiện thực và tính đa cảm. La Fanciulla del West đã ra đời như thế. Tác phẩm sân khấu này có buổi trình diễn đầu tiên tại Metropolitan, New York. Nó giành được sự hâm mộ của công chúng, nhưng lại không nhận được sự đánh giá cao của giới phê bình. Đây là buổi công diễn đầu tiên của Puccini ở bên ngoài châu Âu.
Sau khi Giulio Ricordi qua đời vào năm 1912, Puccini có những quan điểm bất đồng với con trai, đồng thời là người kế nhiệm công việc của ông này, Tito Ricordi. Chính sự bất đồng này đã khiến Puccini đi đến quyết định làm việc cho nhà hát Viên. Tại nơi làm việc mới, Puccini đã bắt tay với một thể loại gần giống opera thông thườngː operetta. La Rondine, một tác phẩm thuộc thể loại đó, đã được trình diễn lần đầu tiên vào ngày 27 tháng 3 năm 1917. Tác phẩm đã không mang đến thành công đáng kể cho Puccini, bởi lời của tác phẩm mang tính chất lấp lửng giữa opera thông thường và operetta. Điều này đã cản trở sự sáng tác của ông.

### Về già và qua đời
Tác phẩm đáng chú ý nhất của Puccini lúc này là vở Turandot và Puccini cố gắng hoàn thành nó. Tuy nhiên, khi sáng tác tác phẩm này, ông phát hiện mình bị ung thư vòm họng vào năm 1923. Chính căn bệnh quái ác này đã cướp đi cơ hội sáng tác Turandot và ông đã qua đời tại Brussels khi chưa kịp hoàn thành tác phẩm. 2 màn cuối của nó được hoàn thành bởi Franco Alfano.

## Phong cách sáng tác
Puccini được đánh giá là một trong những nhà soạn nhạc opera vĩ đại nhất mọi thời đại cùng với Wolfgang Amadeus Mozart, Richard Wagner và Verdi. Ông được coi là người sáng tác các vở opera thuộc thể loại verismo bậc thầy, mặc dù khuôn mẫu thì ông lại theo của Pietro Mascagni. Phong cách của ông chịu ảnh hưởng từ nhiều người, từ người tiền bối từ Wagner và Verdi, cho đến những người thuộc thế hệ đàn em như Claude Debussy, Franz Lehár và Igor Stravinsky. Tuy không hoành tráng như của Verdi, Puccini vẫn cho thấy cái hay khi "viết nhạc về những điều giản dị" như chính ông chia sẻ. Tuy sáng tác của Puccini không cao thượng như của Verdi, Puccini lại cho thấy sự nhạy bén, khéo léo về tính kịch. Ông ý thức rất sâu sắc về tính cách nhân vật. Nhiều nhân vật chính trong các vở opera của Puccini là "những cô gái bé bỏng" đã làm xúc động người xem. Ấy là thiếuu sót nếu không kể đến sự phối hợp dàn nhạc giao hưởng tài tình của ông. Nhiều người đánh giá ông là nhà soạn nhạc vĩ đại thứ hai sau Verdi trong các nhà soạn nhạc opera của Ý sau Gioachino Rossini.

## Tưởng nhớ

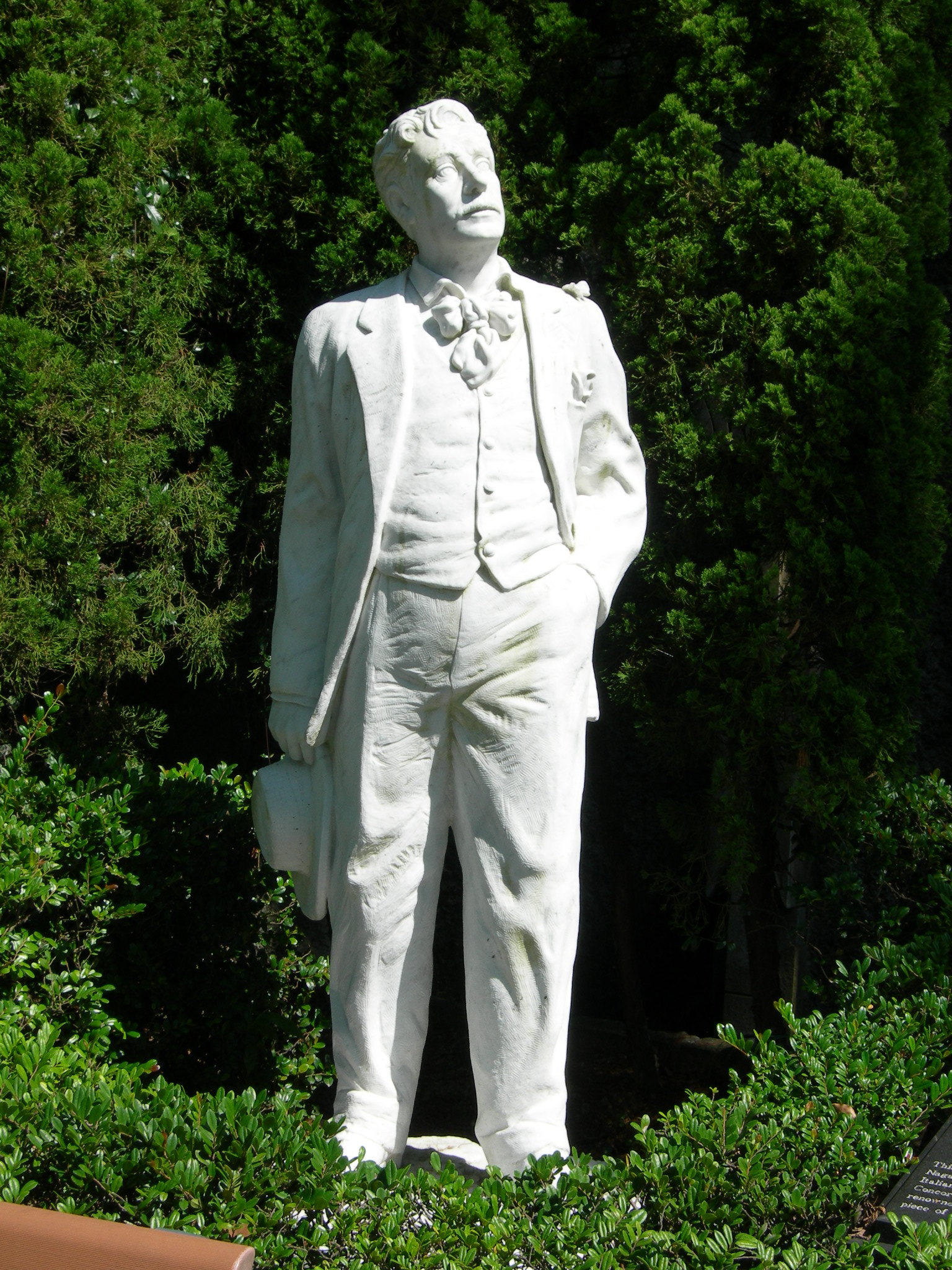
Tượng của Puccini ở Nagasaki